# Alex Brosque
Alex Brosque (Sydney, 12 oktober 1983) is een Australisch voormalig voetballer die als aanvaller uitkwam voor onder andere KVC Westerlo, Sydney FC en Al Ain FC.

## Clubcarrière
Brosque begon te spelen bij Marconi Stallions, waarmee hij ook op het hoogste niveau debuteerde. Hij stond in de belangstelling van diverse clubs, ook in het buitenland. In 2004 verhuisde hij naar Feyenoord, dat hem meteen uitleende aan Westerlo. Hij keerde na één seizoen terug naar Australië, naar Brisbane Roar. Een seizoen jaar later trok hij naar Sydney FC, waar hij uiteindelijk vijf jaar zou blijven. Op 31 januari 2011 koos hij voor een nieuw buitenlands avontuur en trok hij naar het Japanse Shimizu S-Pulse, dat $400.000 voor hem neertelde.
Op 26 september 2012 tekende Brosque een contract bij Al Ain FC, een club uit de Verenigde Arabische Emiraten die uitkomt in de VAE Liga. Al Ain sloot het seizoen 2012/13 af als landskampioen. Het seizoen daarop won Brosque ook de Beker van de Verenigde Arabische Emiraten. Daarna keerde hij terug naar Sydney FC, waar hij in 2019 zijn spelerscarrière afsloot. Brosque had bij zijn afscheid enkele clubrecords op zijn naam staan bij Sydney: zo was hij de speler met het meest aantal gespeelde wedstrijden (265) en meest aantal doelpunten (83) voor de club.

## Interlandcarrière
Brosque maakte op 2 juni 2004 zijn debuut voor het Australisch voetbalelftal in een wedstrijd op de Oceanië Cup 2004 tegen Fiji. In deze met 6-1 gewonnen wedstrijd was hij na rust de vervanger van Scott Chipperfield. Hij hielp in datzelfde jaar Australië aan deelname aan de Olympische Spelen van 2004 met het Australisch voetbalelftal onder 23. Daarna werd hij enkele jaren niet opgeroepen. Op 9 oktober 2010 maakte hij zijn rentree in het nationale elftal in een vriendschappelijke interland tegen Paraguay. Brosque zat in de voorselectie voor de Azië Cup 2011 en zou voor het eerst Australië in een competitie gaan vertegenwoordigen door blessures bij zowel Joshua Kennedy als Archie Thompson, maar raakte zelf ook geblesseerd en moest afhaken. Op 2 september 2011 maakte Alex Brosque zijn eerste interlanddoelpunt. In de 86e minuut van een WK-kwalificatiewedstrijd tegen Thailand boog hij een 1-1 gelijkspel om in een 2-1-overwinning, zeven minuten nadat hij inviel voor Brett Emerton. Op 29 februari 2012 speelde hij met Australië een kwalificatiewedstrijd tegen Saoedi-Arabië, waarin hij tweemaal zijn team op voorsprong zette en eenmaal een assist gaf aan Harry Kewell, die in de 73e minuut de 2-2 maakte. Elke wedstrijd waarin Brosque tot op heden scoorde, werd gewonnen.
| Interlands van Alex Brosque voor Australië | Interlands van Alex Brosque voor Australië | Interlands van Alex Brosque voor Australië | Interlands van Alex Brosque voor Australië | Interlands van Alex Brosque voor Australië | Interlands van Alex Brosque voor Australië | Interlands van Alex Brosque voor Australië |
| №                                          | Datum                                      | Wedstrijd                                  | Uitslag                                    | Soort wedstrijd                            | Doelpunten                                 |                                            |
| Als speler bij Marconi Stallions           | Als speler bij Marconi Stallions           | Als speler bij Marconi Stallions           | Als speler bij Marconi Stallions           | Als speler bij Marconi Stallions           | Als speler bij Marconi Stallions           | Als speler bij Marconi Stallions           |
| ------------------------------------------ | ------------------------------------------ | ------------------------------------------ | ------------------------------------------ | ------------------------------------------ | ------------------------------------------ | ------------------------------------------ |
| 1.                                         | 2 juni 2004                                | Australië – Fiji                           | 6 – 1                                      | Kwalificatie WK 2006                       | 0                                          |                                            |
| 2.                                         | 4 juni 2004                                | Australië – Vanuatu                        | 3 – 0                                      | Kwalificatie WK 2006                       | 0                                          |                                            |
| 3.                                         | 6 juni 2004                                | Australië – Salomonseilanden               | 2 – 2                                      | Kwalificatie WK 2006                       | 0                                          |                                            |
| Als speler bij Brisbane Roar FC            |                                            |                                            |                                            |                                            |                                            |                                            |
| 4.                                         | 16 augustus 2006                           | Australië – Koeweit                        | 2 – 0                                      | Kwalificatie Azië Cup 2007                 | 0                                          |                                            |
| Als speler bij Sydney FC                   |                                            |                                            |                                            |                                            |                                            |                                            |
| 5.                                         | 9 oktober 2010                             | Australië – Paraguay                       | 1 – 0                                      | Vriendschappelijk                          | 0                                          |                                            |
| 6.                                         | 5 juni 2011                                | Australië – Nieuw-Zeeland                  | 3 – 0                                      | Vriendschappelijk                          | 0                                          |                                            |
| Als speler bij Shimizu S-Pulse             |                                            |                                            |                                            |                                            |                                            |                                            |
| 7.                                         | 2 september 2011                           | Australië – Thailand                       | 2 – 1                                      | Kwalificatie WK 2014                       | 1                                          |                                            |
| 8.                                         | 7 oktober 2011                             | Australië – Maleisië                       | 5 – 0                                      | Vriendschappelijk                          | 2                                          |                                            |
| 9.                                         | 11 oktober 2011                            | Australië – Oman                           | 3 – 0                                      | Kwalificatie WK 2014                       | 0                                          |                                            |
| 10.                                        | 15 november 2011                           | Thailand – Australië                       | 0 – 1                                      | Kwalificatie WK 2014                       | 0                                          |                                            |
| 11.                                        | 29 februari 2012                           | Australië – Saoedi-Arabië                  | 4 – 2                                      | Kwalificatie WK 2014                       | 2                                          |                                            |
| 12.                                        | 2 juni 2012                                | Denemarken – Australië                     | 2 – 0                                      | Vriendschappelijk                          | 0                                          |                                            |
| 13.                                        | 8 juni 2012                                | Oman – Australië                           | 0 – 0                                      | Kwalificatie WK 2014                       | 0                                          |                                            |
| 14.                                        | 12 juni 2012                               | Australië – Japan                          | 1 – 1                                      | Kwalificatie WK 2014                       | 0                                          |                                            |
| 15.                                        | 15 augustus 2012                           | Schotland – Australië                      | 3 – 1                                      | Vriendschappelijk                          | 0                                          |                                            |
| 16.                                        | 6 september 2012                           | Libanon – Australië                        | 0 – 3                                      | Vriendschappelijk                          | 0                                          |                                            |
| 17.                                        | 11 september 2012                          | Jordanië – Australië                       | 2 – 1                                      | Kwalificatie WK 2014                       | 0                                          |                                            |
| Als speler bij Al Ain FC                   |                                            |                                            |                                            |                                            |                                            |                                            |
| 18.                                        | 16 oktober 2012                            | Irak – Australië                           | 1 – 2                                      | Kwalificatie WK 2014                       | 0                                          |                                            |
| 19.                                        | 14 november 2012                           | Zuid-Korea – Australië                     | 1 – 2                                      | Vriendschappelijk                          | 0                                          |                                            |
| 20.                                        | 6 februari 2013                            | Roemenië – Australië                       | 3 – 2                                      | Vriendschappelijk                          | 0                                          |                                            |
| 21.                                        | 26 maart 2013                              | Australië – Oman                           | 2 – 2                                      | Kwalificatie WK 2014                       | 0                                          |                                            |

Bijgewerkt t/m 3 augustus 2013

## Statistieken
| Seizoen         | Club              |                                       | Competitie      | Competitie | Competitie | Beker | Beker | Internationaal | Internationaal | Totaal | Totaal |
| Seizoen         | Club              | Wed.                                  | Competitie      | Dlp.       | Wed.       | Dlp.  | Wed.  | Dlp.           | Wed.           | Dlp.   |        |
| --------------- | ----------------- | ------------------------------------- | --------------- | ---------- | ---------- | ----- | ----- | -------------- | -------------- | ------ | ------ |
| 2001/02         | Marconi Stallions | Vlag van Australië                    | NSL             | 17         | 1          | 0     | 0     | -              | -              | 17     | 1      |
| 2002/03         | Marconi Stallions | Vlag van Australië                    | NSL             | 21         | 9          | 0     | 0     | -              | -              | 21     | 9      |
| 2003/04         | Marconi Stallions | Vlag van Australië                    | NSL             | 17         | 3          | 0     | 0     | -              | -              | 17     | 3      |
| Club totaal     | Club totaal       | Club totaal                           | Club totaal     | 55         | 13         | 0     | 0     | 0              | 0              | 55     | 13     |
| 2004/05         | KVC Westerlo      | Vlag van België                       | Eerste Klasse   | 16         | 2          | 0     | 0     | -              | -              | 16     | 2      |
| Club totaal     | Club totaal       | Club totaal                           | Club totaal     | 16         | 2          | 0     | 0     | 0              | 0              | 16     | 2      |
| 2005/06         | Brisbane Roar     | Vlag van Australië                    | A-League        | 21         | 8          | 4     | 1     | -              | -              | 25     | 9      |
| Club totaal     | Club totaal       | Club totaal                           | Club totaal     | 21         | 8          | 4     | 1     | 0              | 0              | 25     | 9      |
| 2006/07         | Sydney FC         | Vlag van Australië                    | A-Leagu         | 20         | 4          | 2     | 0     | 6              | 1              | 28     | 5      |
| 2007/08         | Sydney FC         | Vlag van Australië                    | A-Leagu         | 22         | 8          | 5     | 1     | -              | -              | 27     | 9      |
| 2008/09         | Sydney FC         | Vlag van Australië                    | A-Leagu         | 18         | 5          | 2     | 2     | -              | -              | 20     | 7      |
| 2009/10         | Sydney FC         | Vlag van Australië                    | A-Leagu         | 29         | 7          | 0     | 0     | -              | -              | 29     | 7      |
| 2010/11         | Sydney FC         | Vlag van Australië                    | A-Leagu         | 15         | 6          | 0     | 0     | 0              | 0              | 29     | 7      |
| Club totaal     | Club totaal       | Club totaal                           | Club totaal     | 104        | 30         | 9     | 3     | 6              | 1              | 119    | 34     |
| 2011            | Shimizu S-Pulse   | Vlag van Japan                        | J-League        | 33         | 7          | 3     | 0     | -              | -              | 36     | 7      |
| 2012            | Shimizu S-Pulse   | Vlag van Japan                        | J-League        | 23         | 6          | 3     | 1     | -              | -              | 26     | 7      |
| Club totaal     | Club totaal       | Club totaal                           | Club totaal     | 56         | 13         | 6     | 1     | 0              | 0              | 62     | 14     |
| 2012/13         | Al Ain FC         | Vlag van Verenigde Arabische Emiraten | VAE Liga        | 19         | 10         | 4     | 3     | 6              | 2              | 29     | 15     |
| 2013/14         | Al Ain FC         | Vlag van Verenigde Arabische Emiraten | VAE Liga        | 20         | 4          | 0     | 0     | 6              | 1              | 26     | 5      |
| Club totaal     | Club totaal       | Club totaal                           | Club totaal     | 39         | 14         | 4     | 3     | 12             | 3              | 55     | 20     |
| Carrière totaal | Carrière totaal   | Carrière totaal                       | Carrière totaal | 291        | 80         | 23    | 8     | 18             | 4              | 332    | 92     |

Bijgewerkt t/m 3 augustus 2013

## Erelijst
Australië
- Oceanië Cup

2004
 Sydney FC
- Landskampioen

2009/10, 2016/17, 2017/18
 Al Ain FC
- Landskampioen

2012/13
- Beker van de Verenigde Arabische Emiraten

2013/14